# Délégation de Kébili Sud
Kébili Sud est une délégation tunisienne dépendant du gouvernorat de Kébili.
En 2004, elle compte 28 040 habitants dont 13 925 hommes et 14 115 femmes répartis dans 5 224 ménages et 5 854 logements.